# Comitato Olimpico Nazionale della Repubblica Islamica dell'Afghanistan
Il Comitato Olimpico Nazionale  dell'Afghanistan (noto anche come "کمیته ملی المپیک افغانستان" in dari) è un'organizzazione sportiva afgana, nata nel 1935 a Kabul, Afghanistan.
Rappresenta questa nazione presso il Comitato Olimpico Internazionale (CIO) dal 1936 ed ha lo scopo di curare l'organizzazione ed il potenziamento dello sport in Afghanistan e, in particolare, la preparazione degli atleti afgani, per consentire loro la partecipazione ai Giochi olimpici. L'associazione è, inoltre, membro del Consiglio Olimpico d'Asia.
L'attuale presidente dell'organizzazione è Hafizullah Wali Rahimi, mentre la carica di segretario generale è occupata da Mohammad Yonus Popalzay.